# Prijutnojei járás

A Prijutnojei járás Kalmükföldön

A Prijutnojei járás (oroszul Приютненский район, kalmük nyelven Приютнин район) Oroszország egyik járása Kalmükföldön. Székhelye Prijutnoje.

## Népesség
- 1989-ben 15 847 lakosa volt, melynek 60,6%-a orosz, 27,3%-a kalmük, 4,3%-a dargin, 3,5%-a csecsen, 0,2%-a kazah.
- 2002-ben 12 004 lakosa volt, melynek 58,5%-a orosz, 28,9%-a kalmük, 4,8%-a csecsen, 4,2%-a dargin, 0,8%-a ukrán, 0,1%-a kazah.
- 2010-ben 11 658 lakosa volt, melyből 6 487 orosz (55,6%), 3 637 kalmük (31,2%), 693 dargin (5,9%), 274 cigány (2,3%), 232 csecsen (2%), 54 ukrán (0,5%), 49 örmény, 42 kurd, 29 azeri, 26 fehérorosz, 19 kazah, 12 tatár stb.